# Römerswil
Römerswil es una comuna suiza del cantón de Lucerna, situada en el distrito de Hochdorf. Limita al norte con las comunas de Ermensee y Hitzkirch, al este con Hochdorf, al sur con Rain, y al oeste con Hildisrieden, Neudorf y Beromünster.